# Adrenocrom
Adrenocromul este un compus organic produs ca urmare a procesului de oxidare a adrenalinei. A fost subiectul unor cercetări între anii 1950 și 1970, crezându-se că era agentul etiologic potențial al schizofreniei. În sine nu are aplicații medicinale, dar un derivat, carbazocromul, se folosește ca hemostatic. Sufixul -crom din nume face referire la faptul că este un compus colorat, în violet intens.

## Proprietăți
Reacția de oxidare a adrenalinei la adrenocrom are loc atât in vivo, cât și in vitro. In vitro,  oxidul de argint (Ag2O) este utilizat ca agent oxidant. În soluție, adrenocromul prezintă o culoare roz, iar prin oxidare avansată are loc un proces de polimerizare, ceea ce induce o colorație maronie sau neagră, cauzată unor derivați de melanină.
Se crede că adrenocromul este cardiotoxic.